# Celeste Buckingham
Celeste Rizvana Buckingham (* 3. května 1995 Curych, Švýcarsko), známá spíše jako Celeste Buckingham, je slovenská zpěvačka americko-švýcarského původu a finalistka druhé řady Česko Slovenské SuperStar, ve které skončila na 10. místě. V současnosti žije v Nashvillu v Tennessee.
V roce 2012 vydala své debutové album Don't Look Back. V roce 2014 se stala porotkyní televizního pořadu Česko Slovenský X Factor.

## Život
Celeste Buckingham se narodila ve Švýcarsku, ale celý život žije na Slovensku. Její matka je švýcarského původu a otec je americký lékař, její předci byli také íránského, irského, anglického a ruského původu. Má sestru Carmel Buckingham, která s ní zpívá duet "Gone".

## Hudební kariéra
Celeste Buckingham byla odmalička vedená matkou k tanci a hudbě, navštěvovala hodiny baletu a latinskoamerických tanců, později začala hrát na kytaru. Když jí bylo 15 let, matka ji přihlásila do druhé série soutěže Česko Slovenská Superstar, kde se dostala do finále. Po soutěži pokračovala v roce 2011 vydáním prvního sólového singlu "Blue Guitar", který se hrál v rádiích a obsadil 38. místo v žebříčku TOP 100 a 7. místo v žebříčku slovenských skladeb. Další skladba "Nobody Knows" byla součástí projektu F84, který vznikl s cílem podpory slovenských autistů. Ke skladbě byl natočen videoklip.
V roce 2011 hostovala na albu Nový človek slovenského rappera Majka Spirita ve skladbě "Ja a ty", ke které byl 14. února 2012 vydán videoklip. Celeste v klipu vystupovala v roli anděla. Ve stejnou dobu se dostaly do médii informace o jejím připravovaném albu Don't Look Back, které vyšlo 20. května 2012 u vydavatele EMI. Na albu se nacházejí i singly "Blue Guitar" a "Nobody Knows" a jako hosté se na něm představili Martin Harich a Noah Ellenwood. Celeste Buckingham hostovala v singlové verzi skladby "Swing" od AMO. Skladba se umístila na 49. místě v žebříčku najhranějších skladeb ve slovenských rádiích a na 5. místě v žebříčku domácí tvorby. Ke skladbě byl natočen videoklip, který měl premiéru 16. července 2012.
Se singlem "Crushin' My Fairytale" se zpěvačce podařilo umístit se v nejprestižnější americké hitparádě Billboard.

## Diskografie

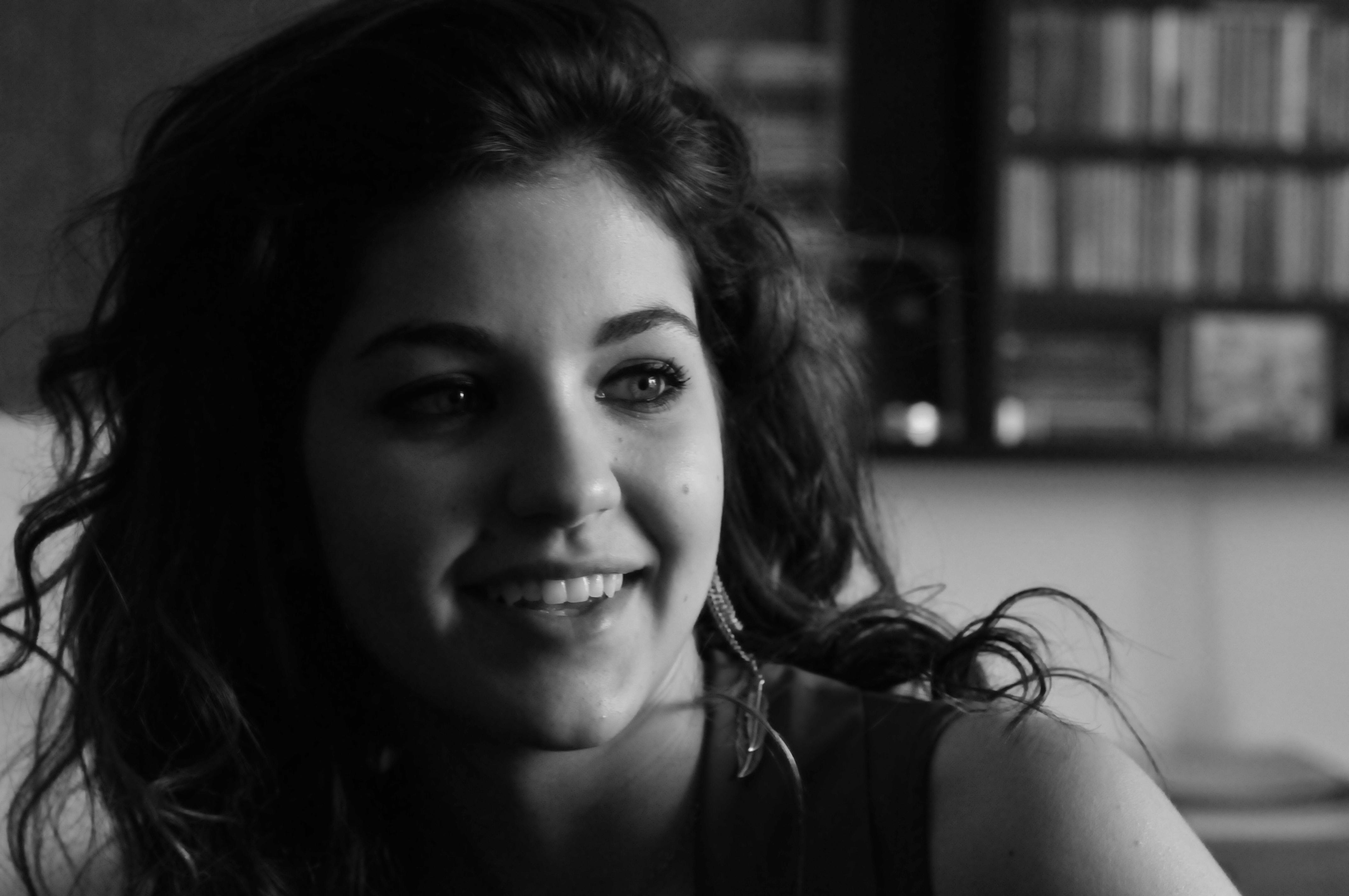
V roce 2012 pořídil sérii propagačních snímků Buckingham pro hudební dvojměsíčník Nový populár fotograf Juraj Somolányi

- Don't Look Back (2012)
- Where I Belong (2013)
- So Far So Good (2015)
- BARE (2017)
- Life (2022)